# August Bassermann

August Bassermann

August Bassermann (* 4. Dezember 1847 in Mannheim; † 28. Februar 1931 in Karlsruhe) war ein deutscher Theaterschauspieler, Theaterregisseur und Intendant.

## Leben
August Bassermann stammte aus der Mannheimer Kaufmannsfamilie Bassermann. Seine Eltern waren der Tabakgroßhändler Ludwig Alexander Bassermann und dessen Ehefrau Elise geb. Reinhardt. Schon als Gymnasiast wollte er Bühnenschauspieler werden. Er folgte jedoch erst dem Wunsch seiner Eltern und studierte Jura an den Universitäten Heidelberg und Berlin. Nach der Promotion in Heidelberg war er als Referendar tätig.
Nachdem er sich am Deutsch-Französischen Krieg 1870/71 beteiligt hatte (u. a. bei der Schlacht bei Wörth und bei der Belagerung von Straßburg), schied er als Leutnant der Reserve aus dem Kriegsdienst.
Danach nahm er Unterricht bei Heinrich Oberländer und erhielt 1873 ein Engagement am Dresdner Hoftheater. Von dort kam er 1876 als Ersatz für den Schauspieler Maximilian von Hoxar an das Stadttheater Wien. Hier fand er in Heinrich Laube und Maurice Strakosch fördernde Unterstützung und wirkte daselbst bis Mai 1880.
Nach kurzem Aufenthalt am Theater an der Wien ging Bassermann nach New York. Nach Europa zurückgekehrt, war er in Berlin und am Stuttgarter Hoftheater engagiert. Er trat am 1. September 1886 in den Verband der Mannheimer Hofbühne, wo er auch als Regisseur wirkte. 1895 wurde er zum Intendanten dieser Bühne ernannt.
Ab 1904 war er leitender Generalintendant des Großherzoglichen Hoftheaters in Karlsruhe. Als er am Ende der Spielzeit 1919 seine Intendanz niederlegte, wurde Stanislaus Fuchs sein Nachfolger.
Bassermann war seit 1900 mit der Hofschauspielerin Sofie Burska (oder Benas) verheiratet. Die Schauspieler Albert Bassermann und Adolf Bassermann waren seine Neffen.

## Auszeichnungen
- 1894 September 10 - großherzoglich hessische Goldene Verdienstmedaille für Wissenschaft, Kunst, Industrie und Landwirtschaft[2]
- Bassermann war Ritter des Ordens vom Zähringer Löwen 1. Klasse.